# Melodic death metal
Il melodic death metal (a volte chiamato anche melodeath o swedish metal o Gothenburg sound, dalla località in cui è stato istituzionalizzato) è generalmente considerato un ramo del death metal.

## Lo stile
Il sottogenere contiene una maggior quantità di riff di chitarra melodici e assoli, che a volte sono acustici, e anche occasionali voci "pulite" contrapposte al tradizionale growl tipico del death metal. Le strutture delle canzoni sono solitamente più elaborate e gli approcci armonici sono, nella maggior parte dei casi, correlati all'utilizzo della scala diatonica che dà l'impatto melodico alla musica.
Il suono della chitarra è caratteristicamente distinto da un ronzio di fondo, sostanzialmente ottenibile impostando al massimo tutti i valori di amplificazione e distorsione dei pedali per chitarra elettrica.

### IlGothenburg sound
Il genere è nato in Svezia, nella città di Göteborg, e le prime band che hanno proposto questo genere furono i Dark Tranquillity e i Ceremonial Oath. Altre band importanti nello sviluppo del genere furono In Flames e At the Gates.
Negli ultimi anni lo swedish metal ha influenzato il metalcore, in particolare band come gli svedesi Sonic Syndicate, i gallesi Bullet for My Valentine e gli statunitensi Trivium e From Autumn to Ashes.

## La nascita
Verso l'inizio degli anni '90 si può inquadrare la nascita di questo nuovo stile musicale con band come Dark Tranquillity e Ceremonial Oath, grazie all'aggiunta di elementi come le tastiere, le voci pulite e stilemi più alternativi ed un sound più "moderno". Il genere nacque quindi in Svezia e si sviluppò principalmente in Scandinavia grazie ai Dark Tranquillity, gli In Flames, Amon Amarth, At the Gates e Children of Bodom. Generalmente viene indicato Leif Cuzner dei Nihilist come uno tra i primi a sviluppare questo stile, allo Studio Sunlight a Stoccolma.
Il melodic death metal, sebbene provenga dalla stessa area geografica del black metal, la Scandinavia, non parla di esoterismo, ma ha temi più poetici ed onirici.
Quasi tutte le melodic death metal band vengono dalla Scandinavia, specialmente dalla Svezia, ma vengono considerate melodic death metal anche alcune band di paesi limitrofi come Germania e, a partire dagli anni novanta, anche molte band statunitensi death metal iniziano ad adottare queste sonorità. Seguendo le influenze delle band svedesi hanno quindi successivamente implementato nel loro stile alcuni elementi del genere anche gli inglesi Carcass. Da citare anche gli svedesi Dissection, che si combinano ad un black metal melodico, e gli svizzeri Eluveitie, che incorporano strumentazione e sonorità celtiche e folcloristiche.